# Ogaden
L'Ogadēn è una regione dell'Etiopia che fa parte della regione dei Somali della nazione. Storicamente fu noto anche come Somalia Abissina. I nazionalisti dell'Ogadēn la chiamano Ogadēnia e dichiarano che è una nazione distinta sotto occupazione etiope. Il popolo Ogadēni è prevalentemente composto da somali musulmani.
La regione, che occupa 369.000 chilometri quadrati, confina con Gibuti, Kenya e Somalia e ha una popolazione di sette milioni di abitanti. L'Ogadēn si trova quindi al centro del Corno d'Africa.

## Storia
Venne annessa all'Etiopia durante il regno di Menelik II nel 1897. Con la creazione dell'Africa Orientale Italiana in seguito alla guerra d'Etiopia l'Ogaden venne annesso alla Somalia italiana. Con la fine della seconda guerra mondiale, ritornò all'Etiopia nel 1954 dopo 13 anni di occupazione britannica.
In passato, le attività secessioniste hanno coinvolto gli obiettivi politici e militari di Etiopia e Somalia. Alla fine degli anni settanta entrambe le nazioni combatterono la guerra dell'Ogaden per il controllo della regione. Attualmente il principale gruppo separatista è il Fronte Nazionale di Liberazione dell'Ogaden (ONLF), guidato dal presidente Mohamed O. Osman.
Ogadēniani celebri sono:
- Il capo militare musulmano Ahmad ibn Ibrihim al-Ghazi, meglio noto come Ahmed Gragn
- Il poeta e nazionalista somalo Sayid Mohamed Abdille Hassan
- Garad Maktal Dahir, capo del Fronte di Liberazione dell'Ogaden
- Mohamed Dirie Urdoh, capo del Fronte di Liberazione della Somalia Occidentale